# Respiration aérobie
 (février 2022).
Si vous disposez d'ouvrages ou d'articles de référence ou si vous connaissez des sites web de qualité traitant du thème abordé ici, merci de compléter l'article en donnant les références utiles à sa vérifiabilité et en les liant à la section « Notes et références ».
La respiration aérobie est un mode de respiration utilisant l'oxygène comme comburant.
Lors de la glycolyse, le cycle de Krebs, la bêta-oxydation et les autres processus de dégradation des biomolécules, il y a production de coenzymes réduits (notamment NADH). 
Les électrons de ces coenzymes passent sur une chaîne de transporteurs. Dans le cas d'une respiration aérobie, l'accepteur final est l'oxygène.

## La phosphorylation oxydative
Pour simplifier (en détail dans l'article consacré à la chaîne respiratoire) :

## La voie oxydative directe
Cette voie est beaucoup plus courte en transporteur d'électrons, il y a production d'eau oxygénée. 
Cette voie est peu énergétique. Aussi, une bactérie possédant une telle voie sans posséder de catalase est anaérobie stricte car l'oxygène induirait la production d'eau oxygénée toxique.